# Napiergras
Das Napiergras (Pennisetum purpureum, Syn.: Cenchrus purpureus (Schumach.) Morrone), auch Elefantengras oder Uganda-Gras genannt, ist eine Pflanzenart aus der Familie der Süßgräser (Poaceae).

## Beschreibung
Das Napiergras wächst als ausdauernde krautige Pflanze, meist mit Rhizomen, in bambusähnlichen Horsten und erreicht Wuchshöhen von bis zu 4,5 m, selten bis zu 7,5 Meter. Die Laubblätter besitzen eine Länge von bis zu 120 cm und eine Breite von etwa 5 cm. Die Blattumhüllungen sind glatt oder leicht behaart am Blattknoten. 
Die Blüten stehen in 4,5 bis 7 mm langen Ährchen in einem 7 bis zu 30 cm langen, dichten rispigen Blütenstand zusammen, der normalerweise eine gelblich-braune, selten eine purpurne Färbung besitzt. Die Staubbeutel besitzen ein kleines Haarbüschel.
Die Chromosomenzahl beträgt 2n = 28, seltener 21.

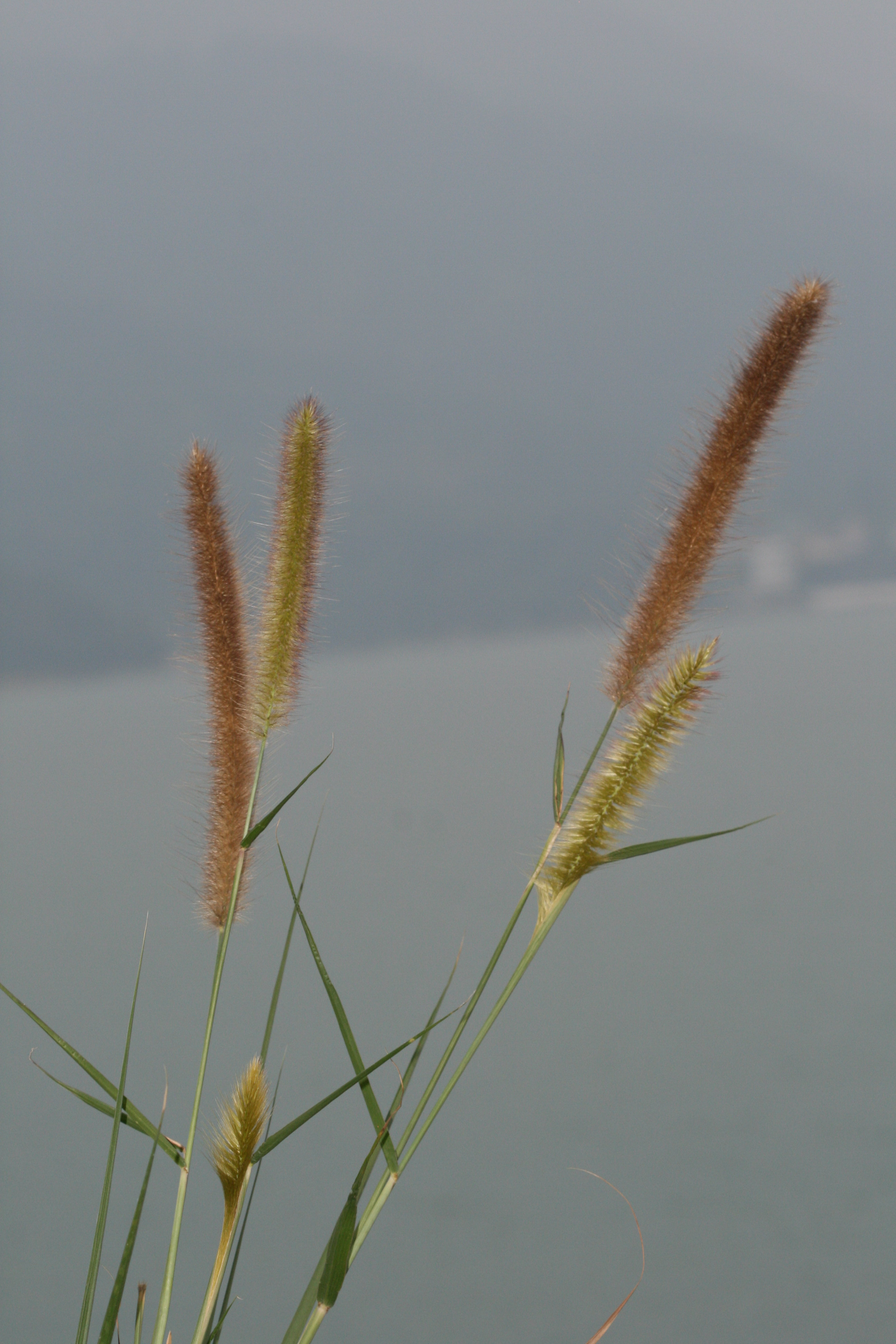
Napiergras (Pennisetum purpureum)

## Vorkommen
Das Napiergras ist im tropischen Grasland Afrikas heimisch. Sein Heimatgebiet reicht von der Sahara bis ins tropische Afrika und umfasst auch die Arabische Halbinsel und Aldabra. Der Ursprung dieser Pflanzenart liegt in Simbabwe in der subtropischen Zone des südlichen Afrika, aber es wird inzwischen auch in den meisten tropischen und subtropischen Ländern vom Menschen angepflanzt und ist das am meisten angebaute Futtergras. Der ebenfalls gebräuchliche Name Elefantengras stammt daher, dass es sich um Lieblingsfutter der Elefanten handelt.
Das Napiergras wächst in Höhenlagen zwischen Meereshöhe bis 2000 Meter. Am besten gedeiht es in Gebieten mit hohen Jahresniederschlägen von über 1500 mm. Aufgrund seines tief reichenden Wurzelsystems verträgt Napiergras kurze Dürrezeiten, aber keine Überschwemmungen. Napiergras wächst am besten auf tiefgründigen schweren bis mittelschweren Böden.

## Verwendung in der Landwirtschaft

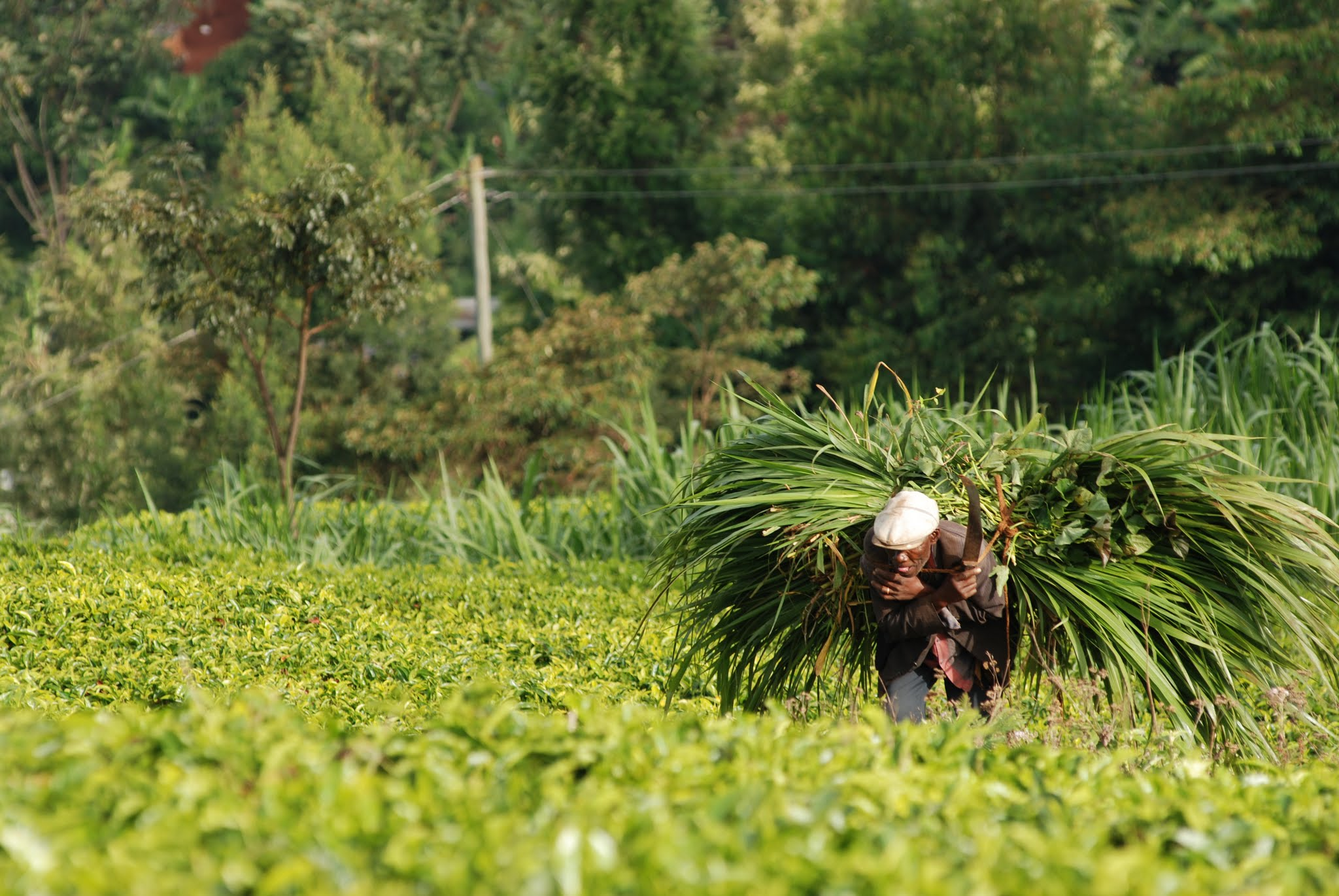
Als Futter in Kenya

Napiergras erbringt einen sehr hohen Ertrag, der sowohl als Futtergras als auch für die Gewinnung von Biotreibstoff nutzen lässt. 
Bereits durch leichten Frost kann Napiergras absterben, aber es wird normalerweise vor Einbruch des Winters geerntet, damit es in Kraftwerken verbrannt werden kann.
Es wurde gemäß der Push-pull-Technologie als Gegenmaßnahme für den Stängelbohrer in Nordamerika vorgeschlagen, weil es diese Schädlinge anzieht, und wird in Kenia bereits dafür genutzt. Die Weibchen legen ihre Eier auf den Blättern ab, doch wenn die geschlüpften Larven versuchen, in die Pflanze einzudringen, reagiert sie mit der Abgabe eines zähen Schleims, welcher die Schädlinge abtötet.
Laut John Seymour wurde Napiergras in Kenia auf künstlichen Terrassen angepflanzt, um die Erosion zu stoppen.

## Systematik
Die Erstveröffentlichung von Pennisetum purpureum erfolgte 1827 durch Heinrich Christian Friedrich Schumacher in Beskrivelse af guineiske planter som ere fundne af danske botanikere, især af Etatsraad. Thonning, Seite 44. Synonyme sind: Gymnotrix nitens Andersson, Pennisetum benthamii Steudel, Pennisetum flexispica K. Schumann, Pennisetum. hainanense H.R. Zhao & A.T. Liu, Pennisetum macrostachyum Bentham, Pennisetum nitens (Andersson) Hackel, Cenchrus purpureus (Schumach.) Morrone.

## Kulturformen
- Pennisetum purpureum var. merkeri (Merker-Gras) ist ähnlich dem normalen Napiergras, aber mit feineren Blättern und Stängeln. Es wird in Puerto Rico und anderen Gebieten der Karibik angebaut. Es ist dürreresistenter als das normale Napiergras, aber bringt weniger Ertrag und einen schlechteren Nährwert. (Whyte, Moir & Cooper, 1959). Es ist resistent gegen Helminthosporium sp. in Puerto Rico (Vicente-Chandler et al., 1953)

- 'Capricorn' wurde auf der Biloela Forschungsstation in Queensland, Australien für Gebiete mit starken Regenfällen von über 2.500 mm pro Jahr entwickelt. Es ist stärker belaubt, schmackhafter und später blühend als das normale Napiergras.

- 'Pusa Giant Napier' bringt gute Erträge in Sri Lanka auf guten Böden, aber wird von Helminthosporium sp. befallen (Pathirana & Siriwardene, 1973)

- 'Merkiron' und 'Costa Rica 532' werden in Kolumbien und in „Französisch Kamerun“, der Goldküste in Westafrika und Britisch-Kamerun in Afrika verwendet.

- 'Chad' wird von Prasad and Singh (1973) für die Kultivierung unter ariden Bedingungen in West-Rajasthan in Indien empfohlen.

## Schädlinge
Napiergras kann durch Wurzel- und Stängelfäule absterben, die durch Helminthosporium sacchari verursacht wird.